# تراوچیا
تراوچیا (به ایتالیایی: Terravecchia) یک منطقهٔ مسکونی در ایتالیا است که در استان کزنتزا واقع شده‌است.

## خصوصیات
تراوچیا ۲۰ کیلومترمربع مساحت و ۱٬۱۳۵ نفر جمعیت دارد و ۴۷۲ متر بالاتر از سطح دریا واقع شده‌است.